# Internationale démocrate centriste
Pour les articles homonymes, voir IDC et CDI.
L'Internationale démocrate centriste ou IDC (connue jusqu'en 1999 sous le nom d'Internationale démocrate-chrétienne ; en anglais, Centrist Democrat International ou CDI) est une organisation politique internationale regroupant des partis d'orientation centriste et démocrate-chrétienne. 
L'IDC fut fondée en 1961 sous le nom d'Union mondiale démocrate-chrétienne. 
Ses deux principales organisations régionales sont le Parti populaire européen et l'Organisation démocrate-chrétienne d'Amérique, surtout présente en Amérique latine. Elle est présidée par le colombien Andrés Pastrana Arango et son secrétaire exécutif est le député européen espagnol Antonio López-Istúriz White.

## Comité exécutif
Le Comité exécutif est l'organe suprême de l'IDC et est formé par le président, le secrétaire exécutif et les vice-présidents, qui sont :
- Andrés Pastrana Arango (Colombie) - Président
- Antonio López-Istúriz (Espagne) - Secrétaire exécutif
- Cesar Maia (en) (Brésil) - Vice-président
- Lourdes Flores Nano (Pérou) - Vice-présidente
- Guillermo Lasso (Équateur) - Vice-président
- Mariana Gómez del Campo (en) (Mexique) - Vice-présidente
- Andrés Hernández (Cuba) - Vice-président
- Alberto Núñez Feijóo (Espagne) - Vice-président
- Janez Janša (Slovénie) - Vice-président
- Viktor Orbán (Hongrie) - Vice-président
- Andrej Plenković (Croatie) - Vice-président
- Elmar Brok (Allemagne) - Vice-président
- Yara Suos (Cambodge) - Vice-président
- Muhaimin Iskandar (en) (Indonésie) - Vice-président
- Edgardo Angara (en) (Philippines) - Vice-président
- Amine Gemayel (Liban) - Vice-président
- Adalberto Costa Júnior (Angola) - Vice-président
- Anne Désirée Ouloto (Côte d'Ivoire) - Vice-présidente
- Nizar Baraka (Maroc) - Vice-président
- Pier Ferdinando Casini (Italie) - Président d'honneur
- José María Aznar (Espagne) - Président d'honneur
- Ofelia Acevedo (Cuba) - Vice-présidente honoraire
- Mário David (Portugal) - Vice-président honoraire
- Ulisses Correira (Cap-Vert) - Vice-président de droit
- Manfred Weber (Allemagne) - Vice-président ex-officio
- Riccardo Pozzi (Italie) - Trésorier
- Hajo Andrianainarivelo (Madagascar)

## Partis membres
| Pays                             | Parti                                                          | Positionnement                | Continent |
| -------------------------------- | -------------------------------------------------------------- | ----------------------------- | --------- |
| Albanie                          | Parti démocrate d'Albanie                                      | Centre droit à droite         | Europe    |
| Algérie                          | Rassemblement national démocratique                            |                               | Afrique   |
| Allemagne                        | Union chrétienne-démocrate                                     | Centre droit à droite         | Europe    |
| Andorre                          | Centre démocratique andorran                                   |                               | Europe    |
| Angola                           | Union nationale pour l'indépendance totale de l'Angola (UNITA) | Droite                        | Afrique   |
| Argentine                        | Parti démocrate-chrétien                                       |                               | Amérique  |
| Argentine                        | Parti justicialiste                                            | Centre gauche à centre droit  | Amérique  |
| Arménie                          | État de droit                                                  |                               | Europe    |
| Aruba                            | Parti populaire arubais                                        | Centre droit                  | Amérique  |
| Belgique                         | Les Engagés                                                    | Centre                        | Europe    |
| Belgique                         | Chrétiens-démocrates et Flamands                               | Centre droit                  | Europe    |
| Belgique                         | Parti social-chrétien                                          | Centre droit                  | Europe    |
| Bolivie                          | Parti démocrate-chrétien                                       | Droite à extrême droite       | Amérique  |
| Brésil                           | Démocrates                                                     | Droite                        | Amérique  |
| Bulgarie                         | GERB                                                           | Centre droit                  | Europe    |
| Bulgarie                         | Union des forces démocratiques                                 | Centre droit                  | Europe    |
| Burkina Faso                     | Union pour la République                                       |                               | Afrique   |
| Cambodge                         | Funcinpec                                                      | Centre droit                  | Asie      |
| Cambodge                         | Parti du peuple cambodgien                                     | Droite                        | Asie      |
| Cap-Vert                         | Mouvement pour la démocratie                                   | Centre à centre droit         | Afrique   |
| Chili                            | Parti démocrate-chrétien                                       | Centre à centre gauche        | Amérique  |
| Chili                            | Rénovation nationale                                           | Centre droit à droite         | Amérique  |
| Chypre                           | Rassemblement démocrate                                        | Centre droit à extrême droite | Europe    |
| Colombie                         | Parti conservateur colombien                                   | Droite                        | Amérique  |
| République démocratique du Congo | Mouvement de libération du Congo                               | Droite                        | Afrique   |
| Côte d'Ivoire                    | Rassemblement des républicains                                 |                               | Afrique   |
| Croatie                          | Union démocratique croate                                      | Centre droit à droite         | Europe    |
| Cuba                             | Mouvement chrétien libération                                  |                               | Amérique  |
| Cuba                             | Parti démocrate chrétien de Cuba                               |                               | Amérique  |
| Curaçao                          | Parti national du peuple                                       |                               | Amérique  |
| Danemark                         | Chrétiens démocrates                                           | Europe                        |           |
| Équateur                         | Union démocrate-chrétienne, Mouvement CREO                     | Droite                        | Amérique  |
| Espagne                          | Parti populaire                                                | Centre droit à droite         | Europe    |
| Espagne                          | Union démocratique de Catalogne                                | Centre droit                  | Europe    |
| France                           | Les Républicains                                               | Droite                        | Europe    |
| Grèce                            | Nouvelle Démocratie                                            | Centre droit à extrême droite | Europe    |
| Guinée équatoriale               | Action populaire de la Guinée équatoriale                      |                               | Afrique   |
| Hongrie                          | Fidesz-Union civique hongroise                                 | Droite à extrême droite       | Europe    |
| Indonésie                        | Parti du réveil national                                       | Centre droit                  | Asie      |
| Irlande                          | Fine Gael                                                      | Centre droit à droite         | Europe    |
| Italie                           | Union de centre                                                | Centre droit à droite         | Europe    |
| Liban                            | Union chrétienne-démocrate libanaise                           |                               | Asie      |
| Liban                            | Phalanges libanaises                                           | Centre droit                  | Asie      |
| Madagascar                       | Parti Malagasy Miara-Miainga                                   |                               | Afrique   |
| Malawi                           | Parti du congrès                                               | Centre droit                  | Afrique   |
| Maroc                            | Parti de l'Istiqlal                                            | Centre droit                  | Afrique   |
| Malte                            | Parti nationaliste                                             | Centre droit                  | Europe    |
| Mauritanie                       | Union pour la démocratie et le progrès                         |                               | Afrique   |
| Mauritanie                       | Union pour la république                                       |                               | Afrique   |
| Mexique                          | Parti action nationale                                         | Droite                        | Amérique  |
| Mozambique                       | Résistance nationale du Mozambique (RENAMO)                    | Droite                        | Afrique   |
| Mozambique                       | Mouvement démocratique du Mozambique                           | Centre droit                  | Afrique   |
| Norvège                          | Parti populaire chrétien                                       | Centre                        | Europe    |
| Panama                           | Parti populaire                                                | Centre droit                  | Amérique  |
| Paraguay                         | Parti démocrate chrétien                                       |                               | Amérique  |
| Pays-Bas                         | Appel chrétien-démocrate                                       | Centre droit                  | Europe    |
| Pérou                            | Parti populaire chrétien                                       | Droite                        | Amérique  |
| Philippines                      | Lakas-CMD                                                      | Centre droit                  | Asie      |
| Portugal                         | Parti social-démocrate                                         | Centre droit                  | Europe    |
| République dominicaine           | Parti réformiste social chrétien                               | Centre droit à droite         | Amérique  |
| Tchéquie                         | Union chrétienne démocrate - Parti populaire tchécoslovaque    | Centre à centre droit         | Europe    |
| Roumanie                         | Union démocrate magyare de Roumanie                            | Centre droit                  | Europe    |
| Roumanie                         | Parti national libéral                                         | Centre droit                  | Europe    |
| Saint-Marin                      | Parti démocrate-chrétien saint-marinais                        | Centre                        | Europe    |
| Salvador                         | Parti démocrate-chrétien du Salvador                           | Centre droit                  | Amérique  |
| Slovaquie                        | Union démocrate et chrétienne slovaque - Parti démocrate       | Centre droit                  | Europe    |
| Slovénie                         | Nouvelle Slovénie                                              | Centre droit                  | Europe    |
| Slovénie                         | Parti démocratique slovène                                     | Droite                        | Europe    |
| Suède                            | Chrétiens-démocrates                                           | Centre droit à droite         | Europe    |
| Suisse                           | Le Centre (anciennement Parti démocrate-chrétien)              | Centre à centre droit         | Europe    |
| Ukraine                          | Union démocrate-chrétienne                                     | Centre droit                  | Europe    |
| Uruguay                          | Parti national                                                 | Centre droit                  | Amérique  |
| Venezuela                        | COPEI                                                          | Centre droit                  | Amérique  |

## Partis observateurs
- Biélorussie : Démocratie chrétienne biélorusse
- Brésil : Parti de la social-démocratie brésilienne
- Bulgarie :
  - Parti démocratique
  - Union populaire agrarienne
- Guinée équatoriale : Parti union populaire
- Honduras : Parti national du Honduras
- Serbie : Parti démocrate-chrétien de Serbie
- Slovaquie :
  - Parti de la communauté hongroise
  - Mouvement chrétien-démocrate